# Droit au travail
Ne doit pas être confondu avec Droit du travail.
Le droit au travail est l'un des droits de l'homme proclamé à l'article 23 de la Déclaration des Nations unies de 1948 : « Toute personne a droit au travail, au libre choix de son travail, à des conditions équitables et satisfaisantes de travail et à la protection contre le chômage. »

## Droit par pays

### Canada
Il n'existe pas de droit distinct au travail dans la Charte canadienne des droits et libertés d'après l'arrêt de principe Law society of Upper Canada c. Skapinker.

### France
La loi du 13 juillet 1965 portant réforme des régimes matrimoniaux permet à la femme mariée d'exercer une profession séparée sans l'autorisation de son mari.
Dans la décision no 85-200 DC du 16 janvier 1986, le Conseil constitutionnel a affirmé qu’il appartient au législateur « de poser les règles propres à assurer au mieux le droit pour chacun d’obtenir un emploi en vue de permettre l’exercice de ce droit au plus grand nombre d’intéressés. » L'Agence nationale pour l'emploi (ANPE), créée en 1967, découle de ce principe.

## Droit international
Le droit au travail a ensuite été proclamé dans la Déclaration universelle des droits de l'homme de 1948 : « Toute personne a droit au travail, au libre choix de son travail, à des conditions équitables et satisfaisantes de travail et à la protection contre le chômage. » (article 23).
Il est aussi inclus dans le Pacte international relatif aux droits économiques, sociaux et culturels de 1966 (art. 6), Charte sociale européenne de 1961 (art. 1), de même que dans la Charte africaine des droits de l'homme et des peuples de 1981 (art. 15).

## Le «droit à la paresse»
Le droit au travail présuppose que le travail salarié et l'emploi, et avec eux la propriété privée des moyens de production et l'entreprise capitaliste, sont les rapports courants dans l'organisation de la production de toutes les sociétés. Or, historiquement, il n'en est rien, ce type d'organisation est spécifique aux pays industrialisés et à l'économie de marché. L'inscription du droit au travail dans la déclaration des droits de l'homme en 1948 est d'ailleurs contemporaine de l'utilisation du mot développement dans son acception actuelle, à savoir le remplacement de compétences généralisées et d'activité de subsistance par l'emploi et la consommation de marchandises. 
Le droit au travail a fait l'objet d'une critique célèbre par le gendre de Marx, Paul Lafargue, auteur du Droit à la paresse.